# Stazione di Ekoda
La stazione di Ekoda (江古田駅?, Ekoda-eki) è una stazione ferroviaria di Tokyo che si trova a Nerima. La stazione è servita dalla linea Seibu Ikebukuro delle Ferrovie Seibu e si trova 4,3 km di distanza dal capolinea di Ikebukuro.

## Linee
Ferrovie Seibu
● Linea Seibu Ikebukuro
● Linea Seibu Toshima (servizio ferroviario)

## Struttura
La stazione possiede due marciapiedi a isola con due binari in superficie passanti.
| 1 | ● Linea Seibu Ikebukuro | per Tokorozawa, Hannō e Toshimaen |
| 2 | ● Linea Seibu Ikebukuro | per Shiinamachi e Ikebukuro       |

## Stazioni adiacenti
| «                                 | Servizio              | »                     |
| Linea Seibu Ikebukuro             | Linea Seibu Ikebukuro | Linea Seibu Ikebukuro |
| --------------------------------- | --------------------- | --------------------- |
| Higashi-Nagasaki                  | Locale                | Sakuradai             |
| Tutti gli altri treni non fermano |                       |                       |